# 新界區專線小巴96M線
新界區專線小巴96M線是由彩龍專線小巴有限公司營辦的一條專線小巴線，來往豪景花園及荃灣站；而96A、96B及96C線皆為96M之循環支線，分別來往荃灣站和油柑頭村、麗城花園及碧堤半島，皆以荃灣站為循環點。

## 歷史
96M線提供青龍頭、浪翠園、深井、汀九往來港鐵荃灣站及荃灣市中心的專線小巴服務，於1983年3月起投入服務，以配合荃灣線通車。
在1991年起，往來麗城花園和荃灣站的96M線繁忙時間區間車提供服務，為麗城花園一帶荃灣西約的屋苑提供小巴服務，以方便荃灣西約居民往來港鐵荃灣站轉乘港鐵或荃灣市中心購物。在1998年，該區間線起正名為96B，並提升至每天全日服務。
96C線於2003年投入服務，提供深井碧堤半島、海韻花園、汀九、灣景花園及麗城花園往來港鐵荃灣站的專線小巴服務，除輔助96及96M兩線外，亦為碧堤半島居民提供往來港鐵荃灣站接駁港鐵及荃灣市中心的公共交通服務。

## 服務時間及班次
96M線之常規班次分別在每日上午5時45分（豪景花園開）和上午6時正（荃灣站開）開始服務，而兩個方向終止服務的時間皆為翌日凌晨零時正，而兩個方向的班次皆是約6至15分鐘一班。至於其特別班次（浪翠園第四期開往荃灣站）則於每日上午6時半至11時正提供服務，班次則為約10至12分鐘一班。
96A線之所有班次皆由油柑頭村開出，在每日上午6時半至下午10時半提供服務，班次為15分鐘一班。
96B線之所有班次皆由麗城花園開出，在每日上午6時正至凌晨零時47分提供服務，班次可密至每2至12分鐘一班。
96C線分別在每日上午6時30分（碧堤半島開）和上午6時正（荃灣站開）開始服務，而去程方向終止服務的時間為晚上10時正，回程則是晚上10時30分，而兩個方向的班次皆是約15分鐘一班。

## 收費
| 路線 | 全程收費 | 分段收費                                                                             |
| ---- | -------- | ------------------------------------------------------------------------------------ |
| 96A  | $4.7     | - 油柑頭村往返灣景花園：$4.0 - 灣景花園往荃灣站：$4.0 - 大河道往灣景花園：$4.0       |
| 96B  | $4.3     | - 無任何分段收費                                                                     |
| 96C  | $7.2     | - 油柑頭往荃灣站：$4.1 - 麗城花園第二期往荃灣站：$4.0                                |
| 96M  | $7.2     | - 灣景花園往返荃灣站：$4.0 - 油柑頭往返荃灣站：$4.1 - 青龍頭往返深井（海韻臺）：$4.0 |

| - 本線大小同價。 - 乘客可以現金或八達通於上車時付款，不設找續。 - 65歲或以上長者使用長者或個人八達通（包括「樂悠咭」），合資格殘疾人士使用「殘疾人士身份」個人八達通卡繳付車資，以及60至64歲香港居民使用「樂悠咭」，均可享有每程劃一$2.0的政府長者及合資格殘疾人士公共交通票價優惠計劃。 - 乘客若繳付分段收費，請通知車長調校八達通機。 |

### 八達通轉乘優惠
- 憑同一張八達通卡乘搭308M往浪翠園方向，於登車後45分鐘內在青山公路（深井）轉乘96M或96線往豪景花園，或乘搭由豪景花園乘搭96M或96線往荃灣方向，於青山公路（深井）轉乘308M往青衣鐵路站方向，第二程可獲$1.10的折扣優惠。請注意由豪景花園上車時必須向車長指明於深井下車，以便車長調校八達通機至$2.80收費，方可享有轉乘優惠。

## 行車路線
96M
- 往青龍頭方向途經：西樓角路、青山公路－荃灣段、海興路、海安路、麗志路、青山公路－荃灣段、麗順路、海安路、青山公路－汀九段、青山公路－深井段、青山公路－青龍頭段及龍如路
- 往荃灣站方向途經：龍如路、青山公路－青龍頭段、青山公路－深井段、青山公路－汀九段、青山公路－新汀九段、青山公路－汀九段、青山公路－荃灣段及西樓角路

96A
- 此路線的官方全程行車里數為6.6公里，行車時間約為25分鐘。（平均行車時速約為15.8公里）

- 途經：油柑頭村通道、寶豐路、青山公路－荃灣段、西樓角路、大河道、沙咀道、青山公路－荃灣段、海興路、海安路、麗志路、青山公路－荃灣段、寶豐路及油柑頭村通道

96B
- 由麗城花園第二期開出途經：青山公路－荃灣段、西樓角路、大河道、沙咀道、青山公路－荃灣段、海興路、海安路、麗志路、青山公路－荃灣段、迴旋處及青山公路－荃灣段
- 由麗城花園第三期開出途經：麗順路、海安路、麗志路、青山公路－荃灣段、西樓角路、大河道、沙咀道、青山公路－荃灣段、海興路、海安路、麗志路、青山公路－荃灣段、迴旋處，青山公路－荃灣段及麗順路

96C
- 往荃灣站方向途經：青山公路－深井段、青山公路－汀九段、青山公路－荃灣段及西樓角路
- 往碧堤半島方向途經：西樓角路、大河道、青山公路－荃灣段、海興路、海安路、麗志路、青山公路－荃灣段、麗順路、海安路、青山公路－汀九段及青山公路－深井段

## 客量
初時96M和96線利用車海戰術，搶走不少紅色小巴及九巴的乘客。不過豪景花園每日有香港居民巴士NR319線直接前往港鐵荃灣站，以及自九巴234A及234B（前身為34B）兩條巴士線相繼投入服務後，利用頻密聯合班次，搶去本線於深井區的乘客，令本線流失不少乘客，加上車費較九巴貴$0.4-$1.6，因此不少居民轉搭九巴234A及234B，而城巴962B線的開辦亦令本線流失轉乘港鐵前往中環之乘客。
96B線亦有九龍巴士34M線的競爭，本線與九巴34M的收費相同，而九巴34M有着小童半價優惠，吸引不少小童及家長乘搭；加上96B線班次非常不穩定，經常脫班，因此客量受到不少影響。不過平日上午時段於麗城花園，亦非常少出現排長龍等候96B線的情況。而下午至晚上時段，因荃灣建明街已有九巴34、34M、48X及234X四條路線，因此較少乘客於港鐵荃灣站及大河道等候96B線。

## 用車
三線車隊皆全數採用豐田Coaster小巴行駛，其中96M和96C的部分小巴張貼帝景酒店的宣傳廣告。

## 外部連結
- 681巴士總站（96M） （页面存档备份，存于）
- 681巴士總站（96A） （页面存档备份，存于）
- 681巴士總站（96B） （页面存档备份，存于）
- 681巴士總站（96C） （页面存档备份，存于）